# ORCOD
ORCOD (abreviatura d'ORganic COmpounds Design) és el nom de la marca comercial que distribueix ORCOD LabBook Pro: un programari quimioinformàtic especialitzat que aporta un marc científic integrat per a professionals dedicats a la química (i disciplines relacionades). El programa incorpora funcionalitats per dissenyar i executar projectes de l'àmbit de la química mitjançant tècniques d'intel·ligència artificial (IA) i algoritmes d'automatització. ORCOD LabBook Pro actua com una llibreta de laboratori electrònica especialitzada per a químics, millorada amb eines per a la simulació de reaccions orgàniques, predicció de propietats moleculars, simulació espectroscòpica, extracció d'estadístiques i preparació de rutes sintètiques, així com altres tasques habituals en els laboratoris de química.
El programa fou creat el 2015 i actualment pertany a ORCOD Chemistry. Es distribueix on-line sota llicències comercials per ser descarregat i executat en sistemes operatius Microsoft Windows.

## Característiques
El funcionament òptim d'ORCOD LabBook Pro consisteix en generar informació química (tant a través de simulacions, proves experimentals, dissenys teòrics o fonts bibliogràfiques), guardar-la en esquemes d'ORCOD i, finalment, analitzar-la i resumir-la en forma de rutes sintètiques, estadístiques, comparacions i consultes.
Les eines més rellevants aportades per ORCOD LabBook Pro permeten:
- Digitalització de registres experimentals (llibreta de laboratori electrònica)
- Simulació de reaccions orgàniques
- Organització de reaccions, compostos i models
- Predicció de propietats moleculars
- Predicció de senyals espectroscòpiques
- Optimització de condicions de reacció
- Automatització d'extracció d'anàlisis estadístiques
- Preparació d'estratègies sintètiques
- Automatització de l'escriptura de procediments experimentals
- Citació bibliogràfica
- Organització i consulta de bases de dades de compostos i reaccions
- Optimització i ús de models de calibració
- Altres eines més específiques

L'usuari pot emmagatzemar la feina en esquemes d'ORCOD (amb l'extensió *.orc) o exportar-lo com a fulls de càlcul (format xlsx) o informes imprimibles (format pdf).

## Aplicacions
ORCOD LabBook Pro és emprat globalment per un ampli espectre de professionals químics, especialment incloent farmàcia, biotecnologia, enginyeria, petroquímica, sabors, agroquímica i energia, entre d'altres. Per altra banda, la majoria dels usuaris es troben en institucions, indústria, departaments acadèmics i serveis tècnics. Les principals finalitats per les quals s'utilitza ORCOD inclouen la investigació, organització de projectes, disseny de processos, publicació científica i educació.
Tot i que el programa va ser desenvolupat inicialment per a químics, també pot beneficiar a professionals de disciplines afins (p.ex. enginyeria, biologia, geologia, física o medicina, entre altres).